# Vincetoxicum ucrainicum
Vincetoxicum ucrainicum är en oleanderväxtart som beskrevs av V.M. Ostapko. Vincetoxicum ucrainicum ingår i släktet tulkörter, och familjen oleanderväxter. Inga underarter finns listade i Catalogue of Life.